# Кочергин, Игорь Александрович
Игорь Александрович Кочергин (28 сентября 1975, Днепропетровск) — украинский историк, краевед, председатель Днепропетровской областной организации Национального союза краеведов Украины (с октября 2008 г.), доктор исторических наук, доцент.

## Образование
В 1994 году окончил Днепропетровский радиоприладостроительный колледж, в 1999 — исторический факультет Днепропетровского национального университета.
С августа 1999 г. по май 2006 г. работал в разных школах г. Днепропетровска: СШ № 147, школе им. Рерихов, СШ № 14 «Лингва», СШ «Европейская гимназия». Преподавал английский язык, историю и правоведение.
С октября 2008 г. работает в Городском юридическом лицее (н. Днепропетровск), преподавал курс «Конституционного права Украины» и «Украина между Востоком и Западом».
С 2000 по 2003 г. учился в аспирантуре при кафедре истории и политической теории Национального горного университета.
В июне 2003 г. защитил диссертацию на тему: «А. Н. Поль и его место в общественно-политической жизни и экономическом развитии Юга Украины второй половины XIX века» и получил степень кандидата исторических наук.
С 2003 г. преподаватель на кафедре истории и политической теории Национального горного университета, с 2004 г. на должности доцента. В 2006 г. получил учёное звание доцента.
В 2009—2012 гг. докторант кафедры истории и политической теории ГВУЗ «Национальный горный университет».
В декабре 2016 г. защитил докторскую диссертацию на тему «Екатеринославское дворянство в условиях трансформации социальных отношений (вторая половина XIX — начало XX вв.)»

## Общественная деятельность
С октября 2008 г. председатель Днепропетровской областной организации Национального союза краеведов Украины.
С июня 2010 г. секретарь Днепровского генеалогического общества".
В 2012—2017 г. член президиума правления Национального союза краеведов Украины.
С января 2017 г. член правления Национального союза краеведов Украины.

## Награды
- Почетная грамота Национальной академии наук Украины (2009).
- Благодарность Премьер-министра Украины (2016).

## Публикации
Автор более 150 научных публикаций, посреди которых основными являются:
- Кочергин И. А. Александр Поль: мечты, дела, наследие. — Днепропетровск: Национальная горная академия, 2002. — 222 с.
- Кочергин И. А. Очерки по истории горного дела на Приднепровье. — Днепропетровск: НГУ, 2005. — 47 сек.
- Кочергин И. А. Во времена кардинальных изменений: Горный институт в межвоенный период (1918—1941 гг.) // История и современность Национального горного университета (1899—2009 гг.). — Д.: Лира, 2009. — С.121-168. (монография в соавторстве).
- Кочергин И. А. Земское самоуправление Екатеринославщины (персонологическое измерение): Монография. — Д.: Герда, 2011. — 216 с. — (Серия «DNIPROVIANA»)
- Кочергин И. А. Екатеринославское губернское дворянское собрание во второй половине XIX — начале XX века / Ы. А. Кочергин // История формирования и функционирования российских региональных органов управления: коллективная научная монография; [под ред. К. Купченко]. — Новосибирск: СибаК, 2013. — С. 8-35. (монография в соавторстве)
- Кочергин И. А. Социальная трансформация Екатеринославского дворянства (вторая половина XIX века. — начало XX вв.): монография / И. А. Кочергин. — Д.: Герда, 2015. — 576 с. (серия «DNIPROVIANA»)